# Эрьявец, Вероника
Вероника Эрьявец (англ. Veronika Erjavec; род. 30 декабря 1999, Постойна) — словенская теннисистка. Победительница трёх турниров WTA 125 в парном разряде, и двадцати восьми турниров ITF (6 — в одиночном разряде); бронзовый призёр Средиземноморских игр (2018).
С 2023 года Эрьявец представляет Словению на Кубке Билли Джин Кинг, где её рекорд W/L: 1—5.

## Общая информация
Вероника Эрьявец родилась 30 декабря 1999 года в Постойне, в Словении.

## Спортивная карьера
В 2023—2024 годах стала победительницей шести турниров ITF в одиночном разряде.
И в 2018—2024 годах стала победительницей ещё двадцати двух турниров ITF в парном разряде.

### 2024—2025
В ноябре 2024 года вместе с француженкой Кристиной Младенович завоевала титул WTA 125 в парном разряде на турнире Copa Bionaire в Кали (Колумбия), где они в финале победили дуэт Катарина Завацкая и Тара Вюрт со счётом 6-2, 7-6(7-4). На этом же турнире она стала финалисткой в одиночном разряде, в финале проиграв румынке Ирине-Камелии Бегу со счётом 3-6, 3-6.
В начале января 2025 года стала победительницей квалификации, в финале квалификации победив хорватку Петру Мартич со счётом: 6-2, 6-1, и вышла в основную сетку одиночного разряда турнира Большого шлема Открытого чемпионата Австралии. Где она в первом круге проиграла нидерландке Сюзан Ламенс со счётом 5-7, 6-7(2).

## Итоговое место в рейтинге WTA по годам
| Год  | Одиночный рейтинг | Парный рейтинг |
| 2024 | 171               | 125            |
| 2023 | 183               | 153            |
| 2022 | 392               | 188            |
| 2021 | 636               | 575            |
| 2020 | 552               | 441            |
| 2019 | 536               | 397            |
| 2018 | 663               | 589            |
| 2017 | 1 208             | —              |